# Quadrimaera schellenbergi
Quadrimaera schellenbergi is een vlokreeftensoort uit de familie van de Maeridae. De wetenschappelijke naam van de soort is voor het eerst geldig gepubliceerd in 1938 door Ruffo.